# Хелицерови
Хелицеровите (Chelicerata), наричани също Хелицерати, са подтип дребни животни от тип Членестоноги (Arthropoda).
Той включва над 70 хиляди вида, разпределени в 3 класа, като най-многобройна е групата на паякообразните. Подтипът се обособява през късния ордовик, като първоначално включва морски животни. Днес около хиляда вида живеят във водата, а останалите дишат въздух.

## Класове
Подтип Chelicerata – Хелицерови
- Клас Arachnida – Паякообразни
- Клас Merostomata – Мечоопашати раци
- Клас Pycnogonida – Морски паяци